# Absinthe (album)
Pour les articles homonymes, voir Absinthe.
Absinthe est un album de Naked City, sorti en 1993 sur le label Avant, et réédité par Tzadik dans le coffret The complete studio recordings en 2005. Il s'agit du dernier disque original du groupe, qui fait dans le style ambient et noise et déroute les amateurs,. John Zorn ne joue pas de saxophone sur cet album.

## Titres
| 1.    | Val De Travers                               | 6:13 |
| 2.    | Une Correspondance                           | 5:04 |
| 3.    | La Fée Verte                                 | 5:10 |
| 4.    | Fleurs Du Mal                                | 4:06 |
| 5.    | Artemisia Absinthium                         | 4:30 |
| 6.    | Notre Dame De L'Oubli (For Olivier Messiaen) | 4:47 |
|       | Verlaine                                     |      |
| 7.    | Part One "Un Midi Moins Dix"                 | 4:23 |
| 8.    | Part Two "La Bleue"                          | 6:01 |
|       | -                                            |      |
| 9.    | ...Rend Fou                                  | 6:03 |
| 46:17 |                                              |      |

## Personnel
- John Zorn: Chant (6), composition
- Joey Baron: Batterie
- Bill Frisell: Guitare
- Fred Frith: Basse
- Wayne Horwitz: Claviers